# Hygrotus enneagrammus
Hygrotus enneagrammus is een keversoort uit de familie waterroofkevers (Dytiscidae). De wetenschappelijke naam van de soort is voor het eerst geldig gepubliceerd in 1833 door Ahrens.